# الحصنين (صنعاء)

تعديل مصدري - تعديل

الحصنين هي إحدى قرى الجمهورية اليمنية. وهي تتبع جغرافيًا لمحافظة صنعاء. وإداريًا لمديرية الطيال. يبلغ تعداد سكانها 2573 نسمة حسب الإحصاء الذي جرى عام 2004.